# Aosdána
Aosdána ([ˈiːsˌd̪ɑːnə] oder [ˈeːsˌd̪ɑːnə], von irisch aos dána = „Volk der Kunst“) ist eine Vereinigung irischer Künstler, die Rang und Namen in ihrem Arbeitsgebiet erreicht haben, und die einzige repräsentative Gesellschaft ihrer Art in Irland. Sie arbeitet ideell selbst-reguliert, wird jedoch staatlich geleitet und ist vom Staat finanziert.

## Die Organisation
Aosdána wurde 1981 auf Vorschlag einer Gruppe von Schriftstellern, darunter insbesondere Anthony Cronin, der damals auch Regierungsberater war, vom staatlichen Arts Council of Ireland (irisch An Chomhairle Ealaíon) gegründet (“to honour those artists whose work has made an outstanding contribution to the arts in Ireland”). Die Mitgliedschaft erwächst nur aus der Nominierung durch ein Mitglied von Aosdána und benötigt die Zustimmung eines weiteren Mitglieds sowie die Bestätigung auf der gemäß Statut jährlich stattfindenden Mitgliederversammlung durch mindestens 50 % der Abstimmenden plus eine Stimme. Die Zahl der Mitglieder von Aosdána ist auf 250 Personen begrenzt; vor 2005 betrug das Limit 200 Personen. Mitglieder können Bildende Künstler, Schriftsteller, Musiker, Architekten und Choreografen werden, die in Irland geboren wurden oder seit mindestens fünf Jahren in Irland wohnen und ein eigenständiges Werk geschaffen haben.
Für herausragende Leistungen können Mitglieder als Saoi ([sɰiː], irisch für „Weiser“, „Meister“) ausgezeichnet werden. Dies geschieht nach der Nominierung durch 15 Mitglieder durch die Zustimmung der Mitgliederversammlung mit 50 % plus einer Stimme; der Titel wird sodann vom irischen Präsidenten verliehen und gilt lebenslang. Die Gesamtzahl der Saoithe zur selben Zeit ist auf sieben beschränkt, und es kann nicht mehr als ein Saoi zugleich nachgewählt werden.
Unter bestimmten Bedingungen können Mitglieder ein Stipendium, genannt Cnuas („Nüsse“), vom Arts Council of Ireland erhalten, um dem Empfänger eine Vollzeitbeschäftigung mit seinem Werk zu ermöglichen. Auch Mitglieder, die sich derzeit nicht in Irland aufhalten, sind empfangsberechtigt, wenn ihr Hauptwerk in Irland entstanden ist. Das Stipendium wird für jeweils fünf Jahre vergeben und kann verlängert werden. Die Höhe des Stipendiums lag 2008 bei jährlich knapp 15.000 Euro.
Der geschäftsführende Vorstand wird als Toscaireacht ([ˈtɔskəɾʲəxt], irisch für „Delegation“) bezeichnet; er besteht aus zehn Mitgliedern, Toscairí („Delegierte“) genannt. Der Sitz von Aosdána ist in Dublin beim Arts Council.

## Heutige und ehemalige Mitglieder (Auswahl)
- John Arden
- John Banville
- Leland Bardwell
- Gerald Barry
- Kevin Barry
- Sebastian Barry
- Samuel Beckett – Saoi
- Dermot Bolger
- Eva Bourke
- Louis le Brocquy – Saoi
- Vincent Browne
- Anna Burns
- Gerard Byrne
- Marina Carr
- Ciaran Carson
- Frank Corcoran
- Anthony Cronin – Saoi
- Ita Daly
- Seamus Deane
- Donnacha Dennehy
- Jim Doherty
- Yvonne Farrell
- Brian Friel – Saoi
- Patrick Galvin
- Yann Goulet
- Robert Greacen
- Hugo Hamilton
- Dermot Healy
- Seamus Heaney – Saoi
- Christine Dwyer Hickey
- Aidan Higgins
- Jennifer Johnston
- Neil Jordan
- John B. Keane
- Claire Keegan
- Benedict Kiely – Saoi
- Thomas Kilroy
- John Kinsella
- Michael Longley
- Bryan Michael MacMahon
- Deirdre Madden
- Derek Mahon
- Louis Marcus
- Mike McCormack
- John McGahern – Saoi
- Frank McGuinness
- Stephen McKenna
- Shelley McNamara
- Máire Mhac an tSaoi[8]
- John Montague
- Brian Moore
- Mary Morrissy
- Val Mulkerns
- Christopher Nolan
- Seán Ó Faoláin – Saoi
- Cathal Ó Searcaigh
- Edna O’Brien – Saoi
- Joseph O’Connor
- Julia O’Faolain
- Liam O’Flaherty
- Billy Roche
- Gabriel Rosenstock
- Patrick Scott – Saoi
- Sean Scully
- Louis Stewart
- Francis Stuart – Saoi
- Imogen Stuart – Saoi
- Matthew Sweeney
- Colm Tóibín
- William Trevor – Saoi
- Jennifer Walshe
- Ian Wilson
- James Wilson